# Rondleiding

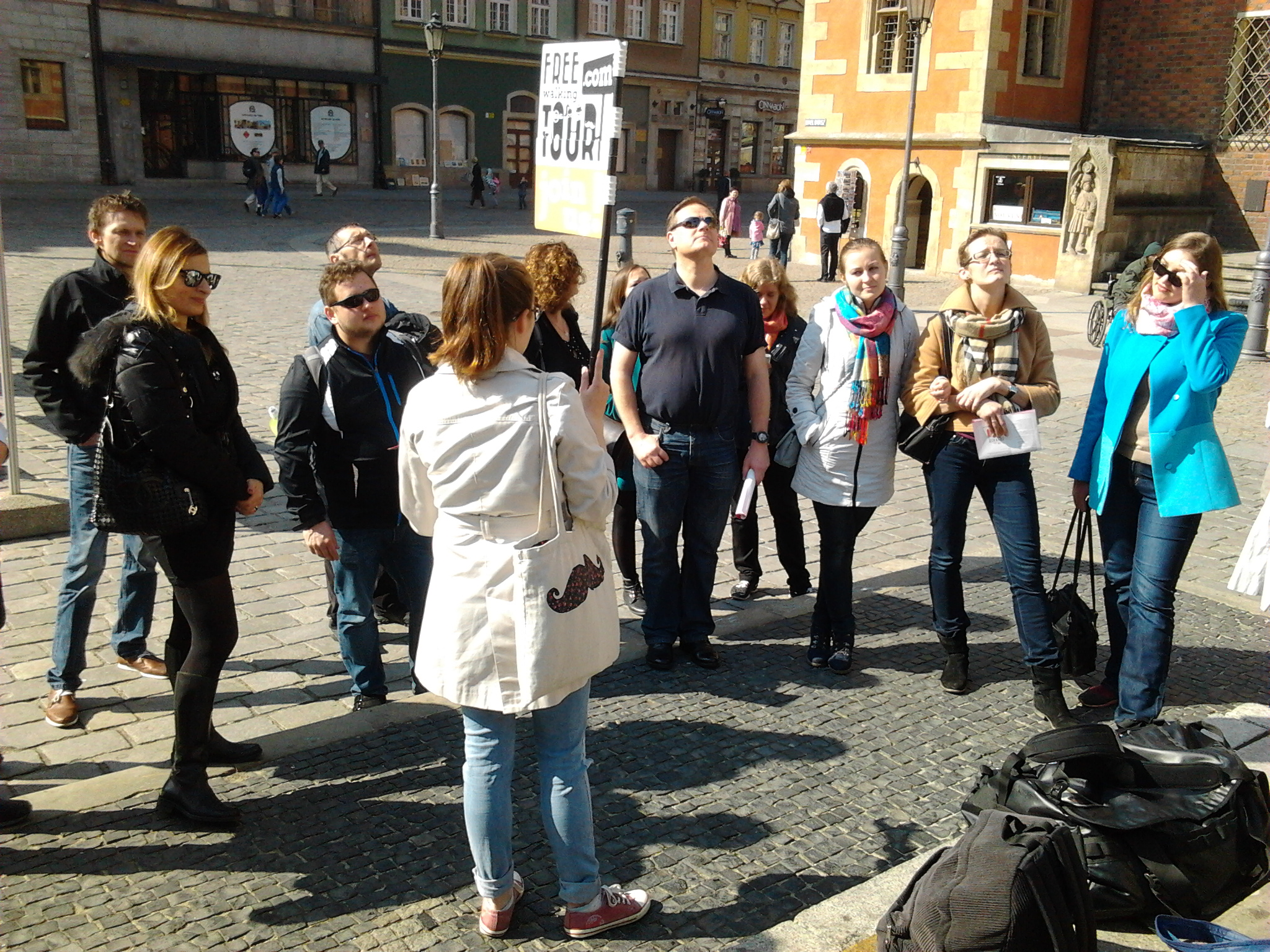
Rondleiding met gids in Wroclaw, Polen

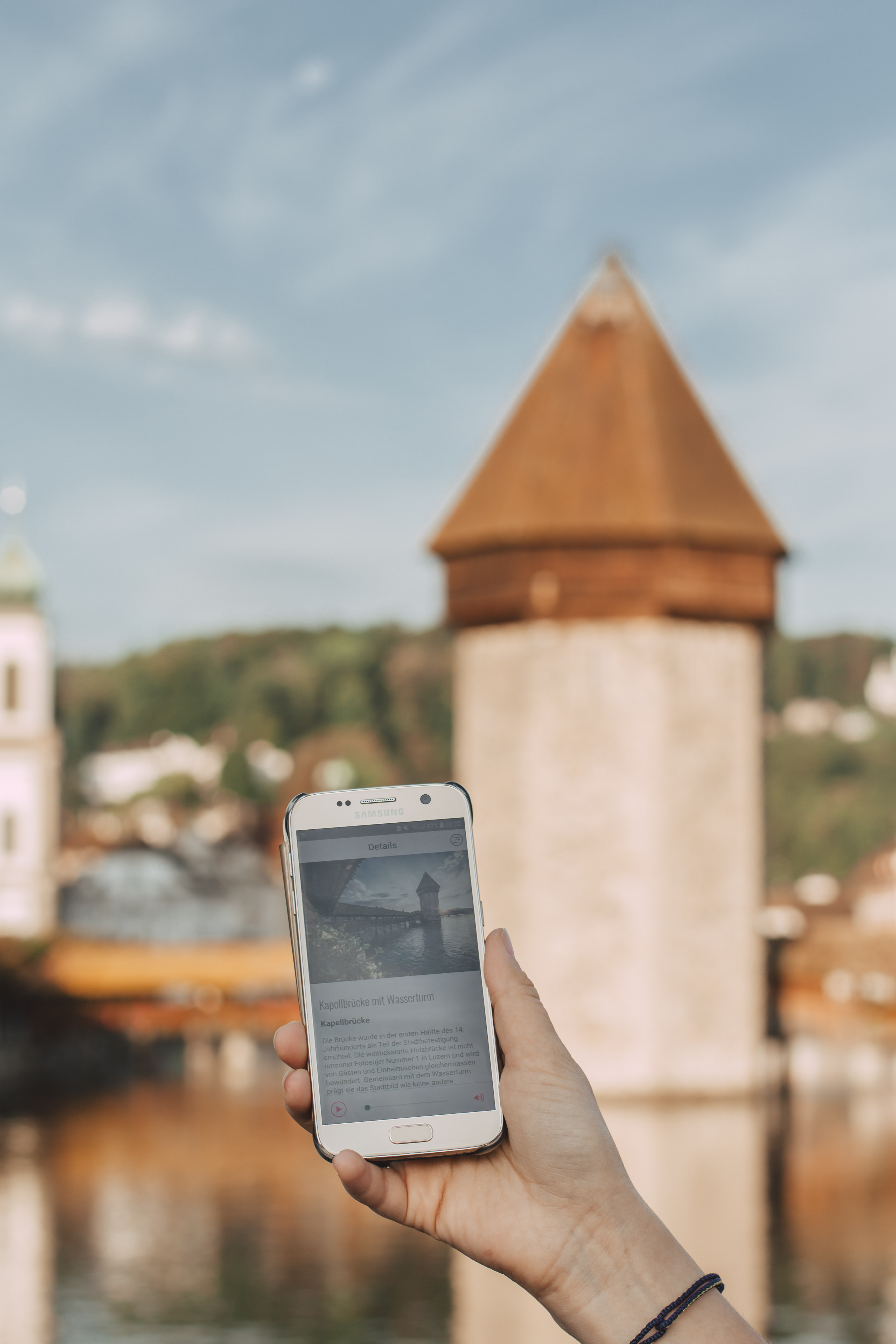
AudioTour App in Luzern, Zwitserland

Een rondleiding is een informatieve route door een bouwwerk of (fysieke of digitale) ruimte. Meestal is er een gids die informatie geeft over wat er te zien is, soms vergezeld van een verhaal of een stuk geschiedenis. Het is ook mogelijk dat de informatie die een gids geeft in gedrukte, digitale of audio-vorm beschikbaar is. Dit is meestal het geval bij stadswandelingen.
Meestal worden fysieke rondleidingen in kleine groepen gegeven. Soms te voet, maar soms ook per fiets of met treintjes of wagentjes, zoals in de Gemeentegrot in Valkenburg. Daarnaast zijn er ook bijvoorbeeld musea die op hun website een virtuele tour geven langs de belangrijkste stukken uit hun collectie, zie bijvoorbeeld virtueel museumbezoek Amsterdam e.o.